# グラン・パレ
グラン・パレ（フランス語：Grand Palais）は、フランスのパリ8区にある大規模な展覧会場・美術館。1900年のパリ万国博覧会のために建てられた。2024年パリオリンピックではフェンシングとテコンドーの会場として使用される。

## 概要
プティ・パレやアレクサンドル3世橋と同時期に建てられており、4人の建築家が設計に関わった。正面（ポルタイユ）のファサードはアンリ・ドゥグラン（Henri Deglane）、反対側のファサードはアルベール・トマ（Albert-Félix-Théophile Thomas）、内装と残りの二面はアルベール・ルヴェ（Albert Louvet）、そして全体の総監督としてシャルル・ジロー（Charles Girault）の4人である（4人とも「ローマ賞」を受賞している）。この建築のファサードは初期のボザール建築の典型例とされ、メインの屋根は鉄とガラスで覆われている。
大規模な外装は古典的な石造りに鉄製の大胆なアール・デコの装飾が施され、周囲には彫刻家ポール・ガスク（Paul Gasq）やアルフレッド・ブーシェ（Alfred Boucher）による寓意を含んだたくさんの彫像が並べられている。2騎のクワドリガ（古代ギリシャ時代の4頭立ての2輪戦車）のブロンズ像はジョルジュ・レシポン（Georges Récipon）の作品で、両翼突端の屋根に設置されている。
1910年12月、ジョルジュ・クロードがネオンガスを封入した管を使う照明器具「ネオン管」をグラン・パレで初めて公開した。
第二次世界大戦中の1944年8月25日、ドイツに占領されていたパリに連合国が突入。グラン・パレでは交戦により小規模の火災が発生したが建物自体に大きな影響はなかった。。

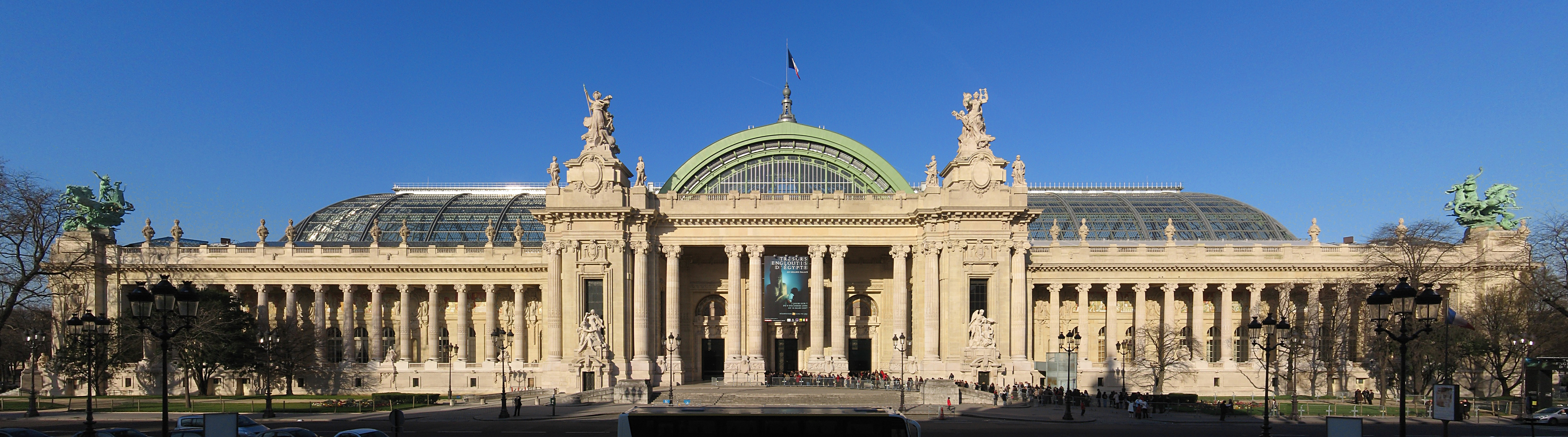
グラン・パレ正面

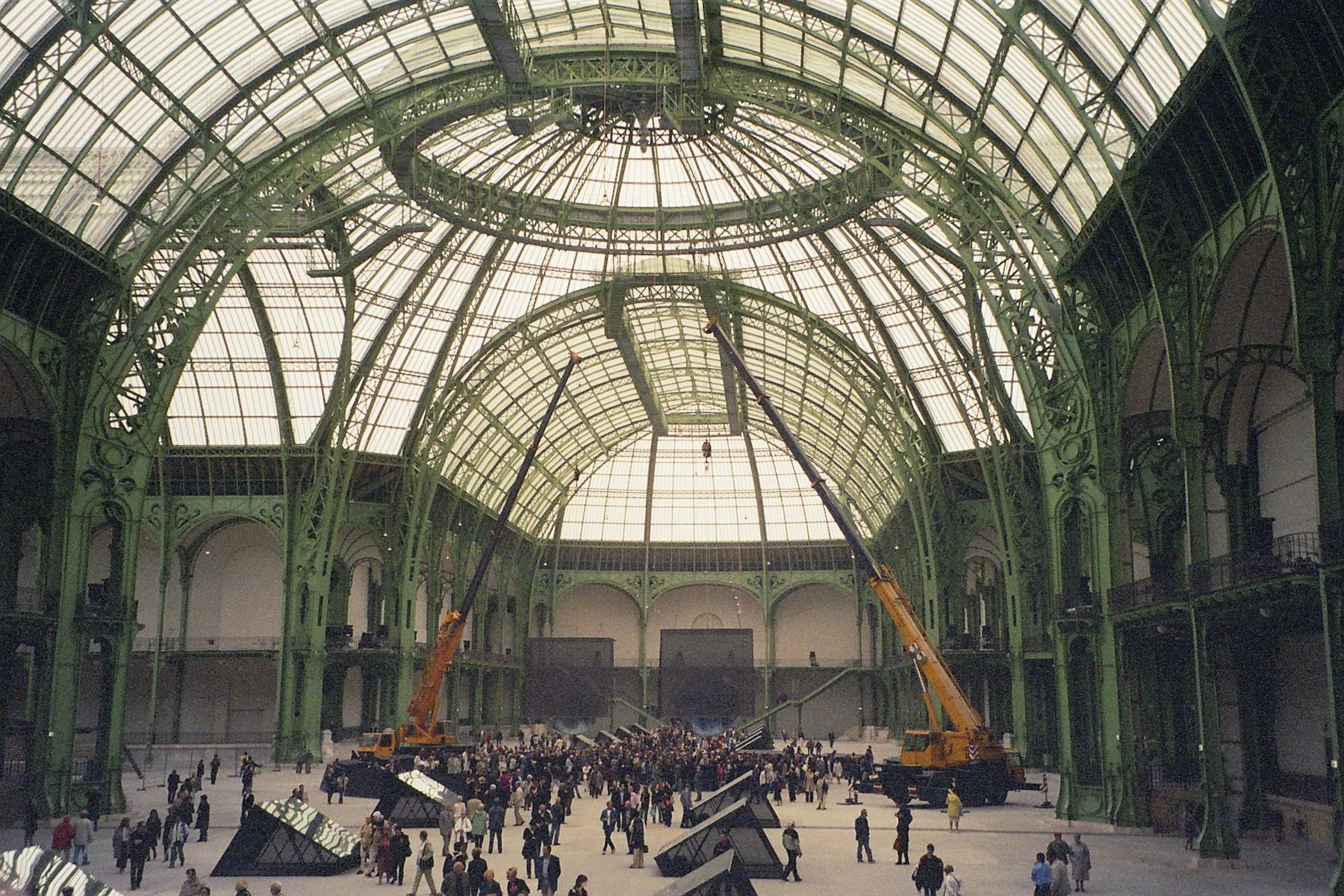
内部

1993年に中央部のガラス屋根の一部が崩落した後、12年間閉鎖し大規模な改修を行った。2005年9月に再開館された。
グラン・パレでは現在、「Le Nef（身廊という意）」と呼ばれる中央部のスペースでシャネルなどのファッションショーやさまざまな展示会が開催されるとともに、常設のグランパレ・ナショナル・ギャラリー（国立グランパレ美術館、Galeries nationales du Grand Palais）と科学技術博物館（発見の殿堂、Palais de la Découverte）として使用されている。また、サロン・ドートンヌを主催するサロン・ドートンヌ協会もグラン・パレ内に置かれている。
2021年、改修工事のため閉館へ。
2025年の春、本格的にリニューアルオープンする。

## グランパレ・ナショナル・ギャラリー（国立グランパレ美術館）
1964年文化省の要請により、建築家ピエール・ヴィヴィアン（Pierre Vivien）がグラン・パレの一部を国立美術館に改装し、1966年にパブロ・ピカソ回顧展とアフリカ美術展で開館した。印象派から現代美術までさまざまな芸術家の展覧会が行われる。

## 科学技術博物館「発見の殿堂」
1937年にノーベル物理学賞の物理学者ジャン・ペランによって「『現代生活における芸術と技術』展」の一部として設立。翌年にフランス政府がグラン・パレの館内に常設展示として設置することを決定し、科学博物館として開館した。現在、数学、物理学、天文学、化学、地質学、生物学などの分野のさまざまな常設展示があり、説明員によるインタラクティブな実験も見られる。ツァイス型のプラネタリウムもある。

## アクセス
- メトロ：■1、■9、■13号線　シャンゼリゼ＝クレマンソー駅（Champs-Elysées-Clémenceau）またはフランクラン・D・ルーズヴェルト駅（Franklin D. Roosevelt）下車
- RER：■C線 アンヴァリッド駅（Invalides）
- バス : 28番、42番、52番、72番、73番、80番、83番、93番